# Rue René-Vaïsse
Pour les articles homonymes, voir Vaïsse.
La rue René-Vaïsse est une voie de Toulouse, chef-lieu de la région Occitanie, dans le Midi de la France.

## Situation et accès

### Description
La rue René-Vaïsse est une voie publique. Elle se trouve dans le quartier de la Côte Pavée.
La chaussée compte une seule voie de circulation automobile à double-sens entre la rue Louis-Vitet et la place Raspail, puis en sens unique entre la place Raspail et l'avenue Jean-Rieux. Elle appartient à une zone 30 et la circulation y est limitée à 30 km/h. Il n'existe pas de bande, ni de piste cyclable, quoiqu'elle soit à double-sens cyclable sur toute sa longueur.

### Voies rencontrées
La rue René-Vaïsse rencontre les voies suivantes, dans l'ordre des numéros croissants :
1. Rue François-Raspail
2. Avenue Jean-Rieux

## Odonymie
La rue, lors de son ouverture et sur proposition de l'historien et généalogiste toulousain Alphonse Brémond, est désignée comme la rue Sainte-Croix : c'est en effet à proximité que se tenait la fête du quartier, le jour de la Sainte-Croix, le 14 septembre. Le 12 avril 1947, le conseil municipal attribua à la rue le nom de René Vaïsse (1926-1944). Ouvrier, habitant une maison du quartier de la Côte-Pavée (emplacement de l'actuel no 19 rue Henri-Lanfant), il s'engage dans la Résistance et rejoint les rangs de l'Armée secrète. Le 28 juin 1944, comme six autres jeunes résistants, il tombe dans un piège tendu par la police allemande alors qu'il est venu récupérer des armes dans la cave d'une maison du quartier de la Roseraie (actuel no 22 avenue Joseph-Le Brix) : abattus tous les sept, ils sont les « martyrs de la Roseraie »,.

## Patrimoine et lieux d'intérêt

### Maisons toulousaines
- no  14 : maison toulousaine (deuxième moitié du XIXe siècle)[4].
- no  22 : maison toulousaine (deuxième moitié du XIXe siècle)[5].
- no  31 : maison toulousaine (deuxième moitié du XIXe siècle)[6].
- no  33 : maison toulousaine (deuxième moitié du XIXe siècle)[7].

### Autres maisons
- no  5 : maison (deuxième moitié du XIXe siècle)[8].
- no  6 : immeuble (deuxième moitié du XIXe siècle)[9].
- no  36 bis : maison (deuxième quart du XXe siècle)[10].

## Personnalité
- Carlo Sarrabezolles (1888-1971) : sculpteur, né au domicile de ses parents (actuel no 7)[11].